# Dyscophus guineti
Dyscophus guineti o rana tomate de Madagascar es una especie  de anfibios de la familia Microhylidae.

## Distribución geográfica
Es endémica de Madagascar.

## Estado de conservación
Se encuentra amenazada por la pérdida de su hábitat natural.